# Lysekils distrikt
Lysekils distrikt är ett distrikt i Lysekils kommun och Västra Götalands län. 
Distriktet ligger i och omkring Lysekil. 

## Tidigare administrativ tillhörighet
Distriktet inrättades 2016 och utgörs av en del av området som Lysekils stad omfattade fram till 1971, delen staden utgjorde före 1952.
Området motsvarar den omfattning Lysekils församling hade 1999/2000.